# Bahnhof Blankenberg (Meckl)
Der Bahnhof Blankenberg (Meckl) ist ein Eisenbahnknotenpunkt in Mecklenburg-Vorpommern. Der Bahnhof wurde am 13. Mai 1850 eröffnet und ist damit einer der ältesten Bahnhöfe in diesem Bundesland. Dort kreuzen sich die Bahnstrecken Bad Kleinen–Rostock und Wismar–Karow. Regelmäßiger Personenverkehr findet nur noch auf erstgenannter Strecke statt. Der größte Teil der Bahnstrecke Wismar–Karow ist stillgelegt, zwischen Blankenberg (Meckl), Sternberg (Meckl) und Dabel gibt es noch gelegentlichen Güterverkehr.

## Lage
Der Bahnhof liegt im Nordwesten des Landkreises Ludwigslust-Parchim im Dorf Blankenberg, das zur gleichnamigen Gemeinde im Amt Sternberger Seenlandschaft gehört. Die nächsten Städte sind Warin, vier Kilometer nördlich, und Brüel, etwa vier Kilometer südlich von Blankenberg. In Blankenberg kreuzten die Hauptbahn Bad Kleinen–Rostock, die etwa in West-Ost-Richtung verläuft, und die Nebenbahn Wismar–Karow in Nordwest-Südost-Richtung.

## Geschichte

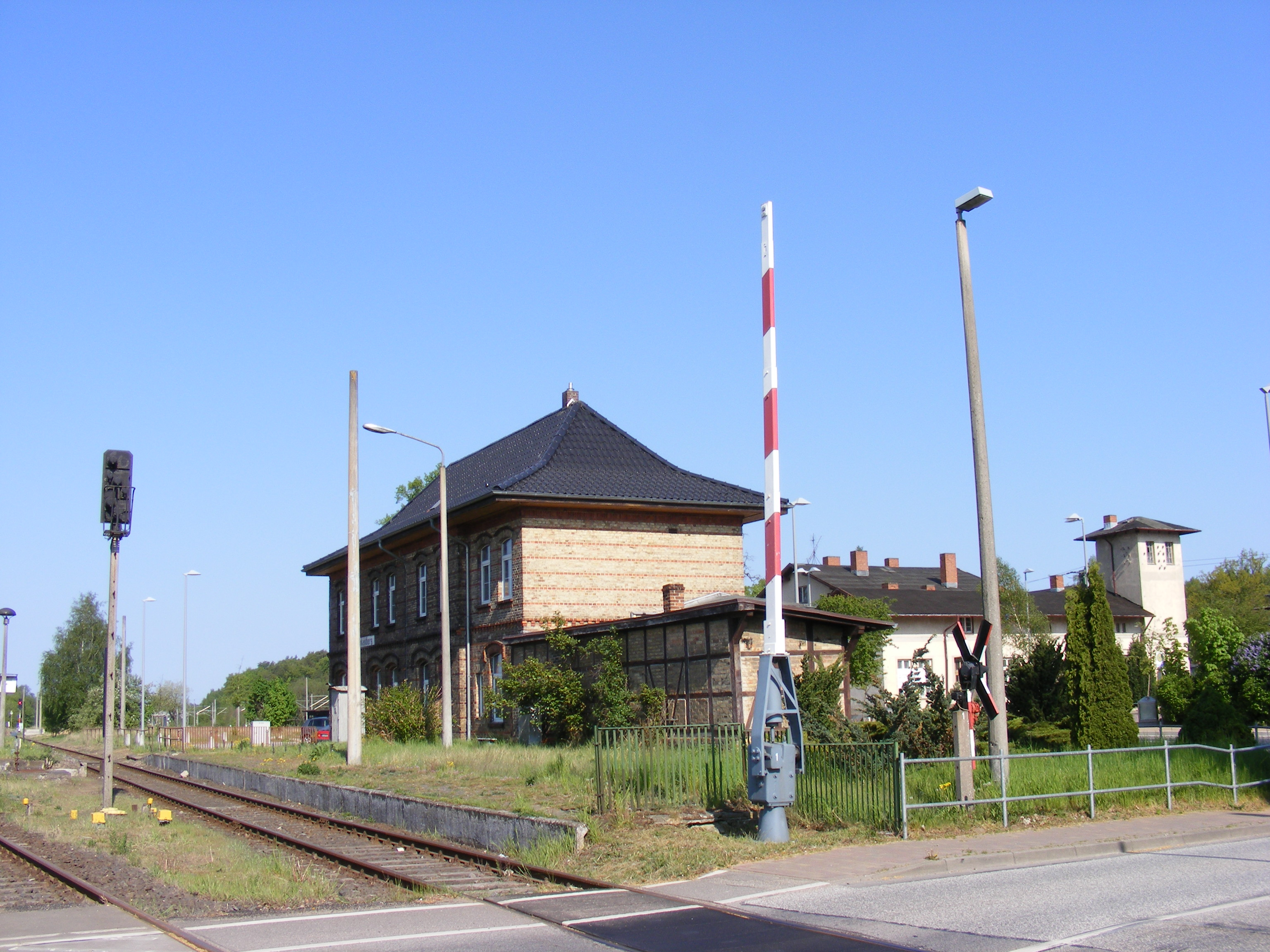
Bahnhofsanlagen der Bahnstrecke Wismar–Karow mit Fahrleitungsmast vor dem Gebäude sowie der Strecke Bad Kleinen–Rostock (Hintergrund)

Nachdem Mecklenburg über die preußische Berlin-Hamburger Bahn im Jahre 1846 seinen ersten Eisenbahnanschluss bekommen hatte, plante das Großherzogtum den Bau eines eigenen Streckennetzes. 1847 wurde die Verbindung von Hagenow nach Schwerin eröffnet, die ein Jahr später bis nach Wismar verlängert wurde. 1850 wurde von Kleinen (später Bad Kleinen) eine Verbindung nach Rostock mit Abzweig in Bützow nach Güstrow eröffnet. Bei der Auswahl der Trasse dieser Strecke waren verschiedene Varianten geprüft worden. Der kürzeste Weg von Schwerin über Sternberg nach Bützow hätte die Durchquerung des Schweriner Sees im Zuge des Paulsdamms erfordert. Eine andere Variante, mit der die Strecke die Stadt Brüel erschlossen hätte, scheiterte am Widerstand der dortigen Stadtverwaltung. So wurde die Eisenbahn über das kleine Dorf Blankenberg zwischen den beiden Städten Brüel und Warin geführt. Neben Schwaan und Bützow wurde Blankenberg einer von nur drei Unterwegshalten, die schon mit Streckeneröffnung in Betrieb gingen. Zu Beginn verkehrten täglich zwei Zugpaare zwischen Rostock, Blankenberg und Kleinen.
Am 14. November 1887 wurde die Bahnstrecke Wismar–Karow (Wismar-Karower Eisenbahn) eröffnet, die die Hauptbahn im Bahnhof Blankenberg kreuzte. Sie erhielt einen eigenen Bahnhof, der zeitweise als Blankenberg Ost bezeichnet wurde. Blankenberg war damit zu einem kleinen Eisenbahnknotenpunkt geworden. Vor allem diente der Bahnhof dem Umsteigeverkehr in Richtung Sternberg, Brüel, Warin und Neukloster. 1939 verkehrten beispielsweise sieben bis acht Zugpaare auf der Nebenbahn, die meistens Anschluss zu Personen- und Eilzügen auf der Hauptbahn hatten.

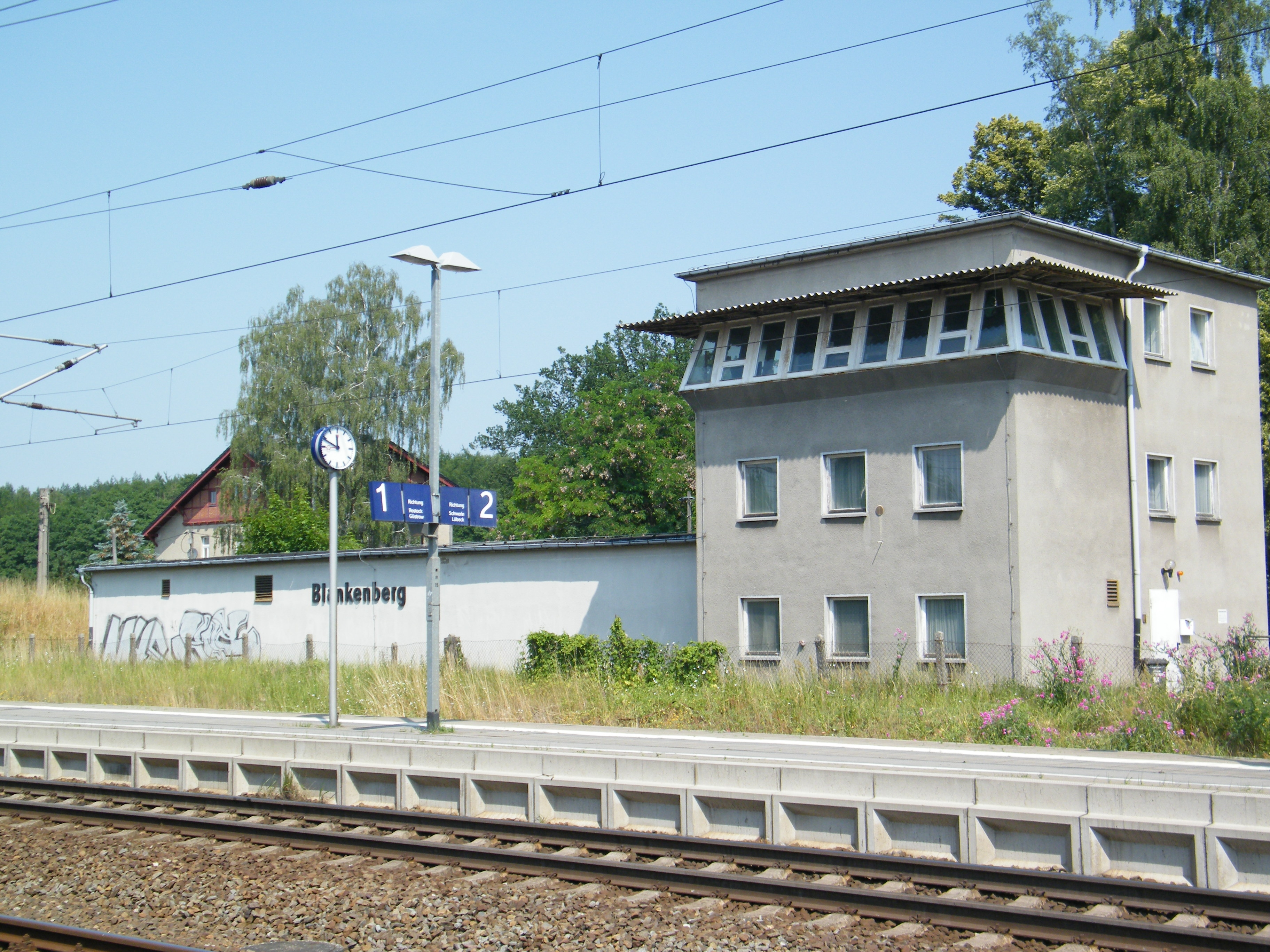
Bahnsteig und Stellwerk

In den 1970er und 1980er Jahren wurde Blankenberg zum Haltebahnhof einiger Schnellzüge. Im Jahre 1977 wurde im Bahnhof ein neues Gleisbildstellwerk in Betrieb genommen, welches mehrere alte Stellwerke ersetzte. Seit 1986 ist die Hauptbahnstrecke elektrifiziert, auch der Nebenbahnteil des Bahnhofs wurde damals mit Fahrleitung versehen. Ebenfalls in den 1980er Jahren wurde die Überführung der Bahnstrecke Wismar–Karow über die Strecke nach Bad Kleinen erneuert.
Nach der politischen Wende änderten sich die Verkehrsströme wieder. Die Fernzughalte entfielen in den 1990er Jahren, dafür wurde der Regionalverkehr vertaktet. Im Jahre 1998 wurde der Personenverkehr auf der Bahnstrecke Wismar–Karow eingestellt. Das Teilstück von Blankenberg nach Hornstorf (–Wismar) wurde am 23. September 1999 stillgelegt. Nach 2000 wurden die meisten Güter- und Nebengleise abgebaut, nur eine Gleisverbindung zwischen beiden Strecken ist übrig geblieben. Auch die Fahrleitungsmasten im Nebenbahnteil wurde entfernt.
Im Personenverkehr wird nur noch die Hauptbahnstrecke bedient. Jeweils im Zweistundentakt verkehren über Blankenberg die Züge der Regional-Express-Linien RE 1 zwischen Rostock und Hamburg sowie der Linie RE 4 zwischen Lübeck und Szczecin.
Außerdem halten am Bahnhof einzelne Züge der Regionalbahn-Linie RB 17, welche zwischen Rostock und Schwerin verkehren.
| Linie                    | Fahrtverlauf                                                                                             | Takt       | EVU              |
| ------------------------ | --- | ---------- | ---------------- |
| RE 1                     | Rostock Hbf – Bützow – Blankenberg (Meckl) – Bad Kleinen – Schwerin Hbf – Hagenow – Büchen – Hamburg Hbf | 120 min    | DB Regio Nordost |
| RE 4                     | Lübeck Hbf – Bad Kleinen – Blankenberg (Meckl) – Bützow – Güstrow – Neubrandenburg – Pasewalk – Szczecin | 120 min    | DB Regio Nordost |
| RB 17                    | Rostock Hbf – Bützow – Blankenberg (Meckl) – Bad Kleinen – Schwerin Hbf                                  | 2 Zugpaare | DB Regio Nordost |
| Stand: 10. Dezember 2023 | |            |                  |

Die Intercity-Züge halten nicht im Bahnhof. Auf der Bahnstrecke Wismar–Karow gibt es keinen Personenverkehr, in Richtung Brüel, Sternberg (Meckl) und Warin verkehren Busse. Nach Sternberg und Dabel gibt es seit 2002 wieder Güterverkehr für die Biodiesel-Firma ecoMotion, der auch die Strecke gehört und die die Betriebsführung der Infrastruktur an die Prignitzer Eisenbahn vergeben hat. Die Eisenbahngesellschaft Potsdam betreibt den Güterverkehr auf der Strecke.

## Anlagen

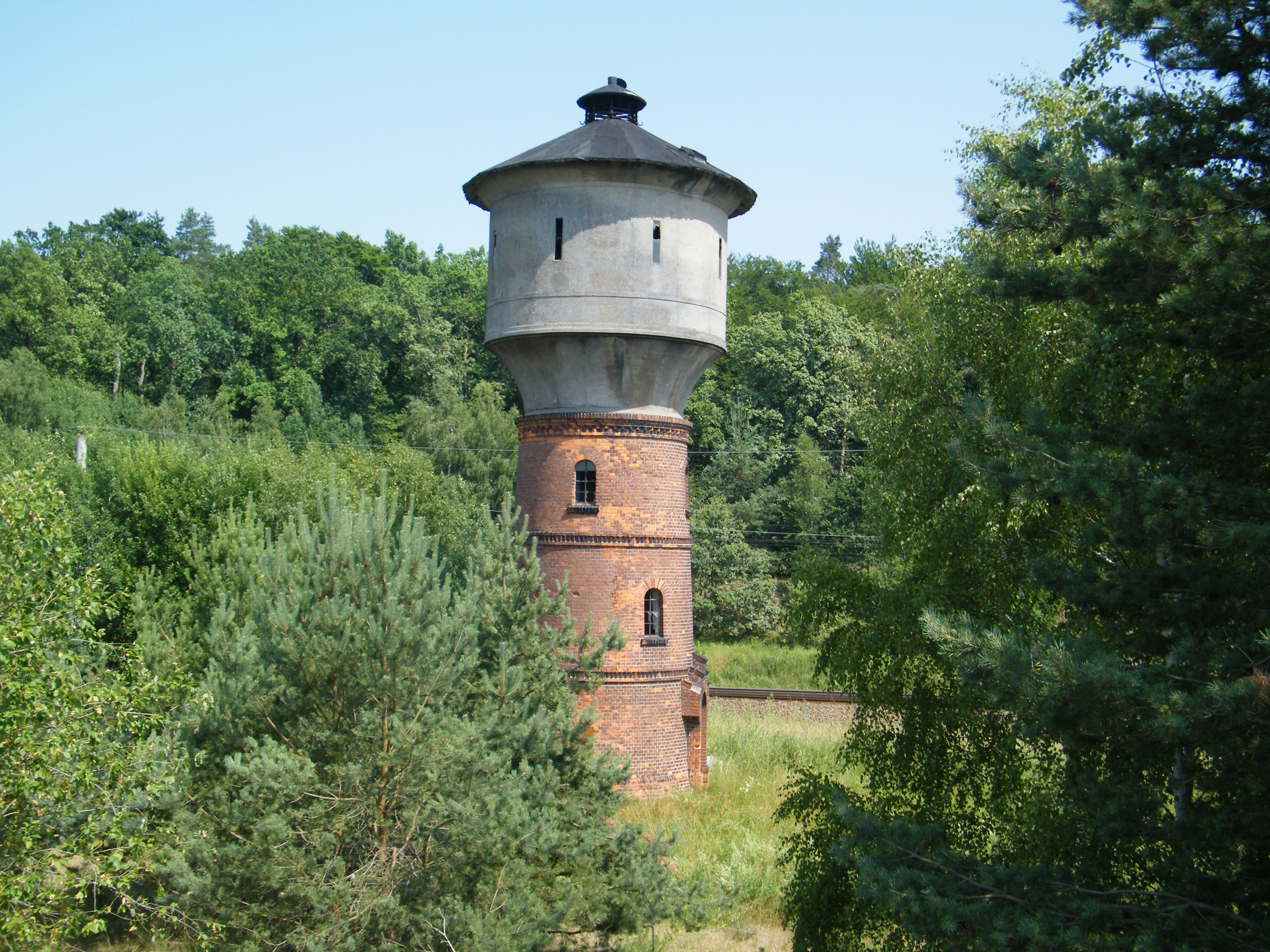
Denkmalgeschützter ehemaliger Wasserturm im Westen der Bahnhofsanlagen

Der Bahnhof besteht aus zwei separaten Teilen. Im Norden sind die Anlagen der Hauptbahn Bad Kleinen–Rostock, im Süden die der Nebenbahn Wismar–Karow. Zwischen beiden Bahnhofsteilen befindet sich der Bahnhofsplatz, an dessen östlicher Seite die Bundesstraße 192 die Bahnstrecken kreuzt. Beide Strecken besitzen auch jeweils ein eigenes Empfangsgebäude. Westlich des Bahnhofsplatzes liegen die heute weitgehend abgebauten Einrichtungen für den Güterverkehr. In diesem Bereich gibt es eine Gleisverbindung zwischen den beiden Strecken und einen Wasserturm. Noch weiter westlich kreuzte die Bahnstrecke Wismar–Karow auf einer inzwischen abgebauten Überführung die Strecke nach Bad Kleinen.
Aus der Eröffnungszeit des Bahnhofs stammt das spätklassizistische Empfangsgebäude, das im Ostteil einstöckig mit einem kleinen Turm und im Westteil zweistöckig ist, hinzu kommt jeweils ein Dachgeschoss. Auch die Anlage des Bahnhofsplatzes mit dem zwischenzeitlich abgerissenem Gebäude der Post auf der Ostseite entstand in jener Zeit. Das zweistöckige Empfangsgebäude der Nebenbahn fungierte später als Wohngebäude. Östlich des Bahnhofsplatzes befanden sich ursprünglich ein Lokschuppen aus Fachwerk und eine Wasserstation mit Turm sowie ein Signalturm.
Für den Personenverkehr steht an der Hauptbahn ein Mittelbahnsteig zur Verfügung. Das Gleis am gesperrten Hausbahnsteig wird nur unregelmäßig für Durchfahrten genutzt. Ein 1977 eröffnetes Stellwerk steht nördlich der Gleise der Hauptbahn.
Das Bahnhofsgebäude der Strecke Wismar–Karow ist inzwischen in privater Hand und wird im Stil der DDR saniert.
Beide Empfangsgebäude, der Wasserturm und einige Bahnarbeiterhäuser nördlich der Strecke Bad Kleinen–Rostock stehen auf der Baudenkmalliste des Landkreises Ludwigslust-Parchim. Jedoch stehen beide Bahnhofsgebäude leer und werden nicht genutzt. Das Gebäude der alten Post am Bahnhofsplatz wurde im Jahre 2009 teilweise abgerissen.